# Felipe de Mornay
Felipe de Mornay (Buhy, Francia, 5 de noviembre de 1549 - La Forêt-sur-Sèvre, Francia, 11 de noviembre de 1623), señor de Plessis Marly, fue un escritor protestante francés y miembro de los antimonárquicos Monarcómacos.

## Biografía
Nació en Buhy, en la actualidad Val-d'Oise. Su madre tenía inclinación hacia el protestantismo, pero su padre intentó contrarrestar la influencia materna al enviar a Felipe al Collège de Lisieux en París. Sin embargo, al fallecer su padre en 1559, la familia adoptó formalmente la fe protestante. Mornay estudió Derecho y jurisprudencia en la Universidad de Heidelberg en 1565 y al año siguiente hebreo y alemán en la Universidad de Padua. En 1567 durante las Guerras de religión de Francia, se alistó en el ejército de Luis I de Borbón-Condé, pero una caída de su cabalgadura lo imposibilitó participar en la campaña. Su carrera como apologista hugonote comenzó en 1571 con la obra Dissertation sur l'Église visible, y en 1572, como diplomático, realizó una misión secreta para el Almirante de Coligny tomando contacto con Guillermo el Taciturno, Príncipe de Orange.
Escapó de la matanza de San Bartolomé gracias a la ayuda de un amigo católico, buscando refugio en Inglaterra. Regresó a Francia hacia finales de 1573, y durante los dos años siguientes participó con diversa suerte en las campañas del futuro Enrique IV de Francia, en ese entonces solo rey de Navarra. Fue hecho prisionero por el Duque de Guisa el 10 de octubre de 1575 y se solicitó un pequeño rescate por él, el cual fue pagado por Charlotte Arbaleste, con quien se casó poco tiempo después en Sedan. Mornay comenzó a ser reconocido gradualmente como la mano derecha de Enrique IV, representándolo en Inglaterra en 1577-1578 y nuevamente en 1580, y en los Países Bajos 1581-1582. Con la muerte del Duque de Alençon-Anjou en 1584, que colocó a Enrique IV a las puertas del trono de Francia, empezó el periodo de mayor actividad política de Mornay, y luego de la muerte de Enrique I de Borbón-Condé en 1588, su influencia creció tanto que se lo designaba como el "papa hugonote". Estuvo en el sitio de Dieppe, peleó en Ivry y en 1591-1592 participó en el sitio de Ruan, llegando a ser enviado en misión a la corte de reina Isabel. Felipe y su esposa frecuentaron a varios protestantes ingleses, entre los que se cuentan Francis Walsingham, Mary Sidney y su hermano Philip Sydney.
Estuvo muy desilusionado por la abjuración de Enrique IV al protestantismo en 1593 y se retiró poco a poco de la corte, dedicándose a la Academia de Saumur, una Universidad hugonote, que gozaba de gran prestigio hasta que fuera cerrada por Luis XIV en 1683.
Sus últimos años los pasó apesadumbrado por la muerte de su único hijo en 1605 y la de su devota esposa en 1606, aunque se ocupó de perfeccionar la organización de los hugonotes. En 1618 fue elegido delegado para representar a los protestantes franceses en el Sínodo de Dort, y si bien Luis XIII le prohibió asistir, contribuyó a las deliberaciones mediante comunicaciones escritas. Perdió el gobierno de Saumur en 1621 durante la rebelión de los hugonotes al ser conquistado Saumur el 11 de mayo por fuerzas reales francesas, y falleció en su propiedad de La Forêt-sur-Sèvre, Deux-Sèvres.

## Obras

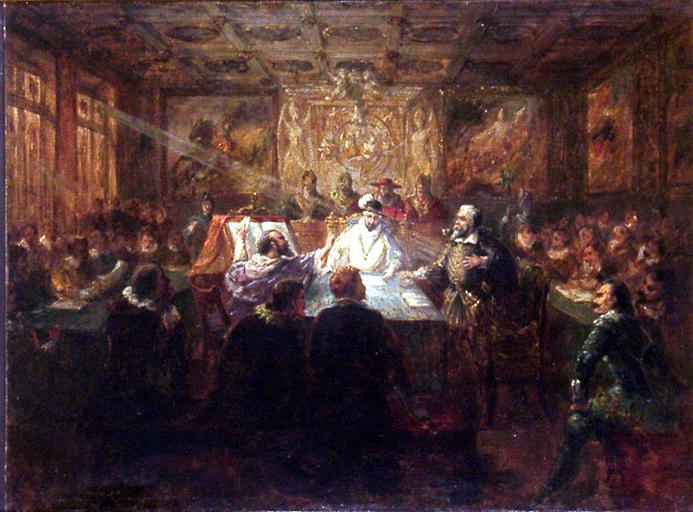
Philippe de Mornay durante la disputa pública de Fontainebleau

En 1598 publicó una obra en la que llevaba mucho tiempo trabajando, titulada De L'institution, usage et doctrine du saint sacrement de l'eucharistie en l'église ancienne, que contenía unas 5.000 citas de las Escrituras, los Padres y los escolares. Jacques Davy Du Perron, obispo de Évreux (más tarde cardenal y arzobispo de Sens), acusó a Mornay de citar erróneamente al menos 500 citas, y el 4 de mayo de 1600 se celebró una disputa pública en Fontainebleau. Se había concedido la decisión a Du Perron sobre nueve puntos presentados, cuando la disputa fue interrumpida por la enfermedad de Mornay. El duque de Sully informó de que Mornay "se había defendido tan mal que hizo reír a unos, enfadar a otros e inspirar lástima a otros" Mornay también contribuyó a la redacción del Edicto de Nantes (1598), que establecía derechos políticos y cierta libertad religiosa para los hugonotes.
Sus principales obras, además de las mencionadas anteriormente, son Excellent discours de la vie et de la mort (Londres, 1577), un regalo de bodas para Charlotte Arbaleste; Traité de l'Église où l'on traite des principales questions qui ont été muesté sur ce point en nostre temps (Londres, 1578); Traité de la vérité de la religion chrétienne contre les athées, épicuriens, payens, juifs, mahométans et autres infidèles (Amberes, 1581); Le mystère d'iniquité, c'est à dire, l'histoire de la papauté (Ginebra, 1611). Dos volúmenes de Mémoires, de 1572 a 1589, aparecieron en La Forêt (1624-1625), y una continuación en 2 vols. en Amsterdam (1652); una edición más completa pero muy inexacta (Mémoires, correspondances, et vie) en 12 vols. se publicó en París en 1624-1625. También es uno de los candidatos -muchos lo consideran el más probable- a ser el autor de las Vindiciae contra tyrannos (1579), un panfleto que aboga por la resistencia a la corona francesa.